# South Scarle
South Scarle – wieś i civil parish w Anglii, w Nottinghamshire, w dystrykcie Newark and Sherwood. W 2011 civil parish liczyła 194 mieszkańców. South Scarle jest wspomniana w Domesday Book (1086) jako Scornelei.